# Болоцких, Галина Семёновна
Болоцких Галина Семёновна (род. 9 июня 1963) — российский искусствовед. Член-корреспондент РАХ (2012).

## Биография
Болоцких Галина Семёновна родилась 9 июня 1963 года в Липецке.
Окончила Университет культуры и искусства, Высшая школа культурологии в 1996 году.
Живёт и работает в Москве.

## Научно-выставочная деятельность
- Участие во всех выставочных проектах Российской академии художеств, среди них: 250 лет РАХ (2007)
- «Год Россия-Франция» (2010)
- «Год Россия-Италия» (2012)
- «Недаром помнит вся Россия…» (2012)
- «Образы Италии». (Живопись, графика русских художников к. XVIII- н. XX веков) (2013)
- «В интерьере» (2013)
- «Корабль. Путешествие сквозь время и образ» (2015)
- «В единстве творчества и вдохновения». г. Воронеж (2015)
- «Из Санкт-Петербурга в Москву: дружба двух граверов» (2016)

## Звания
- Член-корреспондент Российской академии художеств (Отделение искусствознания и художественной критики с 2012 года)
- Член Союза художников России (2005)

## Награды
- Грамоты и дипломы Союза художников России[1]
- Медаль «250-лет РАХ» (2007)
- медаль «За заслуги перед Академией» (2017)
- медаль «Достойному» (2017)
- благодарности РАХ